# Elfriede Mohneke
Elfriede Hildegard Mohneke, geb. Engeleit, (* 2. März 1922 in Dorschen, Ostpreußen (heute Polen); † 11. Dezember 1994 in Berlin) war Aufseherin in den Konzentrationslagern Ravensbrück und Uckermark.

## Leben
Elfriede Mohneke, von Beruf Hausfrau, wurde im Oktober 1944 vom Arbeitsamt dienstverpflichtet. Daraufhin begann sie am 12. Oktober eine Ausbildung zur Aufseherin im KZ Ravensbrück, wo sie Dorothea Binz unterstellt war. Im November 1944 wurde sie in das KZ Uckermark versetzt, um dort einen Gefangenenblock zu führen. Sie gab später an, von Misshandlungen an Gefangenen nichts gewusst zu haben. Nach drei Wochen im Lager Uckermark kehrte Mohneke nach Ravensbrück zurück, wo sie bis zum 27. April 1945 den Block 13 leitete. Zu diesem Zeitpunkt war sie bereits von ihrem Mann schwanger, den sie im Dezember 1944 geheiratet hatte.
Von der englischen Besatzungsmacht vor Gericht gestellt, wurde Mohneke am 26. April 1948 im dritten Ravensbrück-Prozess wegen Beteiligung an Misshandlungen weiblicher alliierter Staatsbürger im Lager Uckermark zu zehn Jahren Gefängnis verurteilt.
Die Verurteilte bat in einem Gnadengesuch um Strafmilderung. Sie wandte darin u. a. ein, durch eine Dienstverpflichtung des Arbeitsamtes gegen ihren Willen ins Lager Ravensbrück gekommen zu sein.
Mohneke wurde am 14. Juni 1952 wegen guter Führung vorzeitig aus der Haft entlassen. Sie starb am 11. Dezember 1994 in Berlin.